# Simone Laudehr
Simone Laudehr, née le 12 juillet 1986 à Ratisbonne, est une footballeuse allemande évoluant au poste de Milieu de terrain. Elle a été internationale allemande de 2007 à 2017.
Simone connaît sa première sélection en équipe nationale le 29 juillet 2007 face au Danemark. Quelques semaines plus tard elle remporte la Coupe du monde féminine 2007 avec la Nationalelf. C'est d'ailleurs elle qui inscrit le second but de la finale remportée 2-0 face au Brésil.

## Biographie
(décembre 2013).
Laudehr, né d'une mère Roumaine et d'un père allemand, a commencé sa carrière à l'âge de trois ans au FC Tegernheim. En 1996, elle s'installe à Ratisbonne, jusqu'à ce qu'en 2003, puis rejoint le FC Bayern Munich en 2004, elle était avec les U-19 en Champion du Monde avec l'équipe nationale allemand. Dans la même année, elle a rejoint le FCR 2001 Duisburg.
Depuis 2011, de sa propre conviction, un tatouage censé protéger sa famille et lui promettre une bonne santé, force et courage (pour sa carrière et vie professionnelle,.) est inscrit sur le côté intérieur de son bras gauche.
Après sept ans passés à Duisbourg, elle rejoint le 1. FFC Francfort en janvier 2012, signant un contrat la liant jusqu'en 2015.

## Statistiques
| Saison                | Club                  | Championnat           | Championnat | Championnat | Coupe(s) nationale(s) | Coupe(s) nationale(s) | Compétition(s) continentale(s) | Compétition(s) continentale(s) | Compétition(s) continentale(s) | Total | Total |
| Saison                | Club                  | Division              | M.          | B.          | M.                    | B.                    | Comp.                          | M.                             | B.                             | M.    | B.    |
| 2003-2004             | Bayern Munich         | Frauen Bundesliga     | 18          | 4           | 0                     | 0                     | -                              | -                              | -                              | 18    | 4     |
| Sous-total            | Sous-total            | Sous-total            | 18          | 4           | -                     | -                     | -                              | -                              | -                              | 18    | 4     |
| 2004-2005             | FCR 2001 Duisbourg    | Frauen Bundesliga     | 22          | 5           | 0                     | 0                     | -                              | -                              | -                              | 22    | 5     |
| 2005-2006             | FCR 2001 Duisbourg    | Frauen Bundesliga     | 21          | 14          | 2                     | 1                     | -                              | -                              | -                              | 23    | 15    |
| 2006-2007             | FCR 2001 Duisbourg    | Frauen Bundesliga     | 20          | 18          | 3                     | 3                     | -                              | -                              | -                              | 23    | 21    |
| 2007-2008             | FCR 2001 Duisbourg    | Frauen Bundesliga     | 19          | 5           | 1                     | 0                     | -                              | -                              | -                              | 20    | 5     |
| 2008-2009             | FCR 2001 Duisbourg    | Frauen Bundesliga     | 14          | 7           | 2                     | 0                     | WCL                            | 0                              | 4                              | 16    | 11    |
| 2009-2010             | FCR 2001 Duisbourg    | Frauen Bundesliga     | 20          | 8           | 4                     | 2                     | WCL                            | 8                              | 1                              | 32    | 11    |
| 2010-2011             | FCR 2001 Duisbourg    | Frauen Bundesliga     | 22          | 4           | 3                     | 2                     | WCL                            | 10                             | 5                              | 35    | 11    |
| 2011-2012             | FCR 2001 Duisbourg    | Frauen Bundesliga     | 17          | 8           | 4                     | 2                     | -                              | -                              | -                              | 21    | 10    |
| Sous-total            | Sous-total            | Sous-total            | 155         | 69          | 18                    | 10                    | -                              | 26                             | 10                             | 199   | 89    |
| 2012-2013             | 1. FFC Francfort      | Frauen Bundesliga     | 8           | 2           | 1                     | 0                     | -                              | -                              | -                              | 9     | 2     |
| 2013-2014             | 1. FFC Francfort      | Frauen Bundesliga     | 22          | 2           | 5                     | 1                     | -                              | -                              | -                              | 27    | 3     |
| 2014-2015             | 1. FFC Francfort      | Frauen Bundesliga     | 21          | 4           | 4                     | 0                     | WCL                            | 6                              | 2                              | 31    | 6     |
| 2015-2016             | 1. FFC Francfort      | Frauen Bundesliga     | 16          | 1           | 2                     | 1                     | WCL                            | 5                              | 0                              | 23    | 2     |
| Sous-total            | Sous-total            | Sous-total            | 67          | 9           | 12                    | 2                     | -                              | 11                             | 2                              | 90    | 13    |
| 2016-2017             | Bayern Munich         | Frauen Bundesliga     | 7           | 1           | 1                     | 1                     | WCL                            | 3                              | 0                              | 11    | 2     |
| 2017-2018             | Bayern Munich         | Frauen Bundesliga     | 13          | 4           | 2                     | 1                     | WCL                            | 2                              | 0                              | 17    | 5     |
| 2018-2019             | Bayern Munich         | Frauen Bundesliga     | 8           | 1           | 3                     | 0                     | WCL                            | 4                              | 0                              | 15    | 1     |
| 2019-2020             | Bayern Munich         | Frauen Bundesliga     | 14          | 2           | 2                     | 0                     | WCL                            | 5                              | 0                              | 21    | 2     |
| 2020-2021             | Bayern Munich         | Frauen Bundesliga     | 20          | 2           | 3                     | 1                     | WCL                            | 6                              | 1                              | 29    | 4     |
| Sous-total            | Sous-total            | Sous-total            | 62          | 10          | 11                    | 3                     | -                              | 20                             | 1                              | 93    | 14    |
| Total sur la carrière | Total sur la carrière | Total sur la carrière | 302         | 92          | 42                    | 15                    | -                              | 56                             | 13                             | 400   | 120   |

## Palmarès

### En sélection nationale
- Championne du monde en 2007.
- Champion olympique en 2016
- Médaillée de bronze aux Jeux olympiques de 2008.
- Championne d'Europe en 2009 et 2013.
- Championne du monde des moins de 19 ans avec l'équipe d'Allemagne de football féminin des moins de 19 ans en 2004.
- Nomination dans l'équipe des meilleures joueuses du monde des moins de 19 ans de la Coupe du monde 2004.

### En club
- Vainqueur de la Coupe féminine de l'UEFA 2008-2009
- Vainqueur de la Ligue des champions féminine de l'UEFA 2014-2015
- Vice-championne d'Allemagne en 2005, 2006, 2007 et 2010 avec Duisburg.
- Joueuse du mois du championnat allemand de septembre 2007.
- Vainqueur de la Coupe d’Allemagne féminine en 2009, 2010 et 2014.
- Vainqueur du Championnat d'Allemagne de football féminin en 2021 avec Bayern Munich

## Statistiques en sélections
- 64 sélections (15 buts) en équipe d'Allemagne
- 5 sélections (2 buts) en équipe d'Allemagne des moins de 21 ans
- 4 sélections (2 buts) en équipe d'Allemagne des moins de 20 ans
- 35 sélections (16 buts) en équipe d'Allemagne des moins de 19 ans
- 21 sélections (3 buts) en équipe d'Allemagne des moins de 17 ans